# NGC 5426
NGC 5426 (другие обозначения — MCG −1-36-4, UGCA 380, VV 21, ARP 271, PGC 50083) — спиральная галактика (Sc) в созвездии Дева.
Этот объект входит в число перечисленных в оригинальной редакции «Нового общего каталога».
В галактике вспыхнула сверхновая SN 2009mz типа Ia, её пиковая видимая звездная величина составила 15,1.
В галактике вспыхнула сверхновая SN 1991B типа Iа. Её пиковая видимая звёздная величина составила 16